# Otto Hönigschmid
Otto Hönigschmid, född 13 mars 1878 i Horowitz, Böhmen, död 14 oktober 1945 i München (självmord), var en österrikisk kemist.
Hönigschmid studerade vid universiteten i Prag, Paris och Cambridge, Massachusetts, blev 1901 filosofie doktor, 1908 docent i oorganisk kemi vid Karlsuniversitetet i Prag, 1911 e.o. och 1916 ordinarie professor vid tekniska högskolan där. Han kallades 1918 till Münchens universitet, där han 1922 blev ordinarie professor i oorganisk kemi. 
Bland Hönigschmids många analytiska precisionsarbeten är atomviktsbestämningarna viktigast, särskilt angående de radioaktiva grundämnena torium och bly och deras isotoper; på grund av dessa arbeten var han en av sin tids mest framstående forskare på den oorganiska kemins område.
Hönigschmid begick självmord tillsammans med sin hustru.